# Championnat d'Angleterre de football 1895-1896
Navigation
Édition précédente Édition suivante
La 8e édition du championnat d'Angleterre de football est remportée par  Aston Villa. C’est son deuxième titre de champion, le premier ayant été obtenu deux saisons auparavant. Le championnat reste à 16 clubs. 
Le système de promotion/relégation concerne cette année quatre équipes. Les deux équipes classées aux deux dernières places de la première division doivent rencontrer en match de barrage les deux équipes classées aux deux premières places de la deuxième division. Les quatre équipes disputent un mini championnat. Les deux premiers de ce barrage disputent la première division l'année suivante.

## Les clubs de l'édition 1895-1896
| Club                                  | Ville          |
| ------------------------------------- | -------------- |
| Aston Villa Football Club             | Birmingham     |
| Blackburn Rovers Football Club        | Blackburn      |
| Bolton Wanderers Football Club        | Bolton         |
| Burnley Football Club                 | Burnley        |
| Bury Football Club                    | Bury           |
| Derby County Football Club            | Derby          |
| Everton Football Club                 | Liverpool      |
| Nottingham Forest Football Club       | Nottingham     |
| Preston North End Football Club       | Preston        |
| Sheffield United Football Club        | Sheffield      |
| Small Heath                           | Birmingham     |
| Stoke Football Club                   | Stoke-on-Trent |
| Sunderland Association Football Club  | Sunderland     |
| The Wednesday                         | Sheffield      |
| West Bromwich Albion Football Club    | West Bromwich  |
| Wolverhampton Wanderers Football Club | Wolverhampton  |

## Classement
| Rang | Équipe                  | Pts | J  | G  | N | P  | Bp | Bc | Diff |
| ---- | ----------------------- | --- | -- | -- | - | -- | -- | -- | ---- |
| 1    | Aston Villa             | 45  | 30 | 20 | 5 | 5  | 78 | 45 | +33  |
| 2    | Derby County            | 41  | 30 | 17 | 7 | 6  | 68 | 35 | +33  |
| 3    | Everton                 | 39  | 30 | 16 | 7 | 7  | 66 | 43 | +23  |
| 4    | Bolton Wanderers        | 37  | 30 | 16 | 5 | 9  | 49 | 37 | +12  |
| 5    | Sunderland              | 37  | 30 | 15 | 7 | 8  | 52 | 41 | +11  |
| 6    | Stoke                   | 30  | 30 | 15 | 0 | 15 | 56 | 47 | +9   |
| 7    | The Wednesday           | 29  | 30 | 12 | 5 | 13 | 44 | 53 | -9   |
| 8    | Blackburn Rovers        | 29  | 30 | 12 | 5 | 13 | 40 | 50 | -10  |
| 9    | Preston North End       | 28  | 30 | 11 | 6 | 13 | 44 | 48 | -4   |
| 10   | Burnley                 | 27  | 30 | 10 | 7 | 13 | 48 | 44 | +4   |
| 11   | Bury                    | 27  | 30 | 12 | 3 | 15 | 50 | 54 | -4   |
| 12   | Sheffield United        | 26  | 30 | 10 | 6 | 14 | 40 | 50 | -10  |
| 13   | Nottingham Forest       | 25  | 30 | 11 | 3 | 16 | 42 | 57 | -15  |
| 14   | Wolverhampton Wanderers | 21  | 30 | 10 | 1 | 19 | 61 | 65 | -4   |
| 15   | Small Heath             | 20  | 30 | 8  | 4 | 18 | 39 | 79 | -40  |
| 16   | West Bromwich Albion    | 19  | 30 | 6  | 7 | 17 | 30 | 59 | -29  |

1. ↑  Est relégué en deuxième division après les matchs de barrage
2. ↑  Conserve sa place en première division après les matchs de barrage

|  | Champion d'Angleterre |
|  | Relégation            |

### Meilleurs buteurs
20 buts
- Steve Bloomer, Derby County
- John James Campbell, Aston Villa

## Bilan de la saison
| Tableau d'Honneur                    |               |
| Compétition                          | Vainqueur     |
| Championnat d'Angleterre de football | Aston Villa   |
| Coupe d'Angleterre de football       | The Wednesday |

| Promotions et relégations |             |
| Promus                    | Liverpool   |
| Relégués                  | Small Heath |

## Sources
- Classement sur rsssf.com